# 神童

音樂神童莫札特

神童，又稱聖童、奇童、天童、或資優兒童，是對才賦優異的兒童的一種稱呼，所謂“有特稟異質，迥越倫萃，岐嶷兆於襁褓，穎悟發於齠齡”“識洞於未萌，智表於先見，心計足以成務，口辨足以解紛”。戰國時期秦國大臣甘茂之孫甘羅，十二歲時為秦相呂不韋的賓客。漢朝已有對神童的選拔制度，汉朝的选举法中规定：“孝廉试经者拜为郎，年幼才俊者拜童子郎。”。“任延年十二，为诸生，显名太学中，号为任圣童。张堪年十六，受业长安，志美行厉，诸儒号曰圣童。杜安年十三入太学，号奇童。黄香年十二，博学经典，京师号曰：‘天下无双，江夏黄童。’”南北朝有一位神仙童子元嘉，可以「一心六用」：左手画圆，右手画方，口诵经史，目数羊群，兼成四十字诗，足书五言一绝。唐高宗顯慶六年（661年），年僅11歲的楊炯被舉為神童。王勃從小就能寫詩作賦，人目為神童，《舊唐書》載：「六歲解屬文，構思無滯，詞情英邁」。劉晏年幼時號為神童，形狀獰劣，宰相張說稱他為「國瑞」。《兒世說》、《幼童傳》、《世說新語》、《太平廣記》都記載有大量的神童。王安石的《傷仲永》是一篇探討神童問題並警世的散文，他強調：“彼（仲永）其受之天也，如此其賢也，不受之人，且為眾人矣。今夫不受之天，固眾人；又不受之人，得為眾人而已邪？”意即強調後天的教育比天賦更為重要。

## 曾被稱為「神童」的人物列表

### 數學
- 沈詩鈞（1998年生，祖籍福建安溪华人）香港资优生，截至目前为止香港最年轻的大学生。 2017年，沈诗钧以18之龄成为美国加州大学洛杉矶分校的助理教授，并签约3年。
- 羅文輝（1971年生，香港人），綽號「神童輝」，1978年，年僅7歲的羅文輝，因超強的數學運算能力獲邀在電視節目表演。但他卻未獲適當栽培，反而被迫不斷訓練心算能力和進行表演，升中後他更對理科、數學失去興趣，長大後曾任職肉食工人，寂寂無名。
- 陶哲轩（1975年生，華裔澳籍）：7歲進入高中，9歲進入大學，10歲獲國際數學奧林匹克競賽銅牌，11歲獲國際數學奧林匹克競賽銀牌，12歲獲國際數學奧林匹克競賽金牌。
- 埃瓦里斯特·伽罗瓦：群论创始人，21岁逝世。
- 金雄鎔（1962年生，南韓人）：4歲時學習微積分並會四種語言，同年在日本電視台直播中他以四種語言作詩並解決多個複雜的微積分問題，8岁进入进入科罗拉多州立大学进行热物理学和核物理学的研究生研修，并在15岁前获得了科罗拉多州立大学物理学博士学位。
- 卡爾·弗里德里希·高斯
- 瑪利亞·阿涅西
- 布莱士·帕斯卡
- 萊昂哈德·歐拉
- 威廉·盧雲·哈密頓
- 威廉·詹姆斯·席德斯：9歲時、通過哈佛大學入學測試。
- 蘇菲亞·尤索夫：13歲時便考入牛津大學主攻數學。
- 查爾斯·費夫曼：在12歲以前就精通微積分。
- 拉馬努金
- 保羅·艾狄胥：三岁时可以心算三位数的乘法，匈牙利籍犹太人，发表论文高达1475篇（包括和人合写的），为现时发表论文最多的数学家（第二是欧拉）；曾和511人合写论文。保罗•爱多士是一个充满传奇色彩的人，一无财产、二无妻小、三无固定居所，一生有480多个合作者，参与了1475篇质量论文的写作，是数学史上伟大的离散数学家，是1984年沃尔夫奖获得者。他被称为20世纪的欧拉。
- 諾伯特·維納：控制论的开创者。
- 约翰·冯·诺伊曼：冯·诺伊曼从小就以过人的智力与记忆力而闻名，6岁时已能用古希腊语同父亲闲谈，还可以心算8位数除法，8岁时自微积分。年少时的他不但对数学很有兴趣，亦喜欢阅读历史和社会方面的书籍，读过的书籍和论文能很快一句不漏地将内容复述出来，而且多年以后仍是如此。一生中发表了大约150篇论文，其中有60篇纯数学论文，20篇物理学以及60篇应用数学论文。
- 亞歷克西斯·克勞德·克萊羅：12歲時就寫了一篇有關四次曲線的論文。16歲時又完成了《關於雙重曲率曲線的研究》
- 費迪南·艾森斯坦：他在一篇自傳式的文章寫：「作為一個六歲的小男孩，對我來說，一個數學證明比牛肉要用刀切而非叉子切容易理解。」
- Reid W. Barton：IMO数学竞赛，IOI信息学竞赛，威廉·洛厄爾·普特南數學競賽中最出色的选手之一。三年级后开始家中自学，并会瑞典语、英语、法语、芬兰语及中文。
- Gabriel Carroll：IMO数学竞赛，普特南数学竞赛中最出色的选手之一。
- Noam Elkies：14岁获得IMO国际数学奥林匹克竞赛满分（最年轻的IMO满分获得者），26岁成为哈佛大学最年轻的终身教授，国际象棋大师，钢琴家。

### 哲學/法律
- 陸九淵：南宋哲學家，號「象山先生」，《宋史》記載「及总角，举止异凡儿，见者敬之」
- 胡果·格老秀斯：11歲時進入萊頓大學學習，14歲時通過了哲學論文答辯，15歲獲得法學博士學位。法律派系中的「自然法學派」中的代表人之一，極言法律是自然形成的。
- 约翰·斯图尔特·密尔：3岁学希腊语，8岁学拉丁语，13岁写成了罗马法律史。长大后成为著名英国功利主义、古典自由主义哲学家。
- 索爾·阿倫·克里普克：6歲時自學古希伯來語，9歲前以讀完莎士比亞全部著作，小學畢業前以熟知笛卡爾哲學思想以及複雜數學問題，16歲時寫了模態邏輯語義學方面的論文。就讀哈佛大學的第二年在麻省理工學院教授研究生級別的邏輯學獎座。
- 路德维希·维特根斯坦：维特根斯坦是20世纪最有影响力的哲学家之一，其研究领域主要在语言哲学、心灵哲学和数学哲学等方面。其在1918年第一次世界大战作者服兵役期间写成的《逻辑哲学论》被广泛的认为是20世纪最重要的哲学著作之一，被讀者认为解决了全部的哲学（可说的）问题。伯特兰·罗素曾对其评价：“天才人物的最完满的范例热情、深刻、认真、纯正、出类拔萃。”

### 語言
- 托马斯·杨：14歲之前，他已經掌握10多門語言，包括希臘語、意大利語、法語等等，不僅能夠熟練閱讀，還能用這些語言做讀書筆記。
- 瑪利亞·阿涅西：5歲便懂法語和意大利語，13歲更能懂希臘語、希伯來語、西班牙語、德語和拉丁語等。
- 奧托·魏寧格：年紀還小時就精通希臘文、拉丁文、法文和英文，稍晚又學會西班牙文和義大利文，16歲時曾打算發表一篇詞源學論文，內容是研究荷馬史詩中的希臘語形容詞。
- 納森·李奧波德：19歲時，已通曉15種語言。
- 让-弗朗索瓦·商博良：20歲時就已經掌握除法語以外的拉丁語、希臘語和許多古代東方語言，包括希伯來語、衣索比亞的阿姆哈拉語、古印度梵文、古代伊朗的阿維斯坦語和帕拉維語、阿拉伯語、古敘利亞語、古代小亞細亞半島流行的迦勒底語，波斯語和漢語。
- 克萊斯頓·海瑞克·海尼根
- 金雄鎔：5歲時能用四種語言進行了演講，還作了首詩。
- 威廉·詹姆斯·席德斯：8歳時，可以流利的使用拉丁語、希臘語、法語、俄羅斯語、希伯來語、土耳其語，並自己發明一種新的語言，把它稱為旺德固得語（英语：William_James_Sidis#Vendergood_language）。

### 科學
- 科林·麥克勞林
- 艾莉雅·沙伯
- 戈特弗里德·威廉·莱布尼茨
- 艾倫·圖靈
- 法蘭西斯·高爾頓
- 安德烈-玛丽·安培
- 史蒂芬·沃爾夫勒姆
- 阿尔伯特·爱因斯坦：12岁自学微积分，16岁时阅读康德的《纯粹理性批判》。爱因斯坦一生总共发表了300多篇科学论文和150篇非科学作品。爱因斯坦被誉为是“现代物理学之父”及20世纪世界最重要科学家之一。他卓越和原创性的科学成就使得“爱因斯坦”一词成为“天才”的同义词。
- 凱孝虎：台灣天才兒童，7歲精通三角學，11歲就讀大學，17歲進入太空總署。

### 醫學/心理學
- 讓·皮亞傑
- 阿维森纳
- 徐安庐16岁取得華盛頓大學神經生物學、生物化學及化學等3個學士學位。

### 棋類
- 卜祥志
- 侯逸凡
- 吳清源，被棋壇譽為「現代圍棋第一人」。
- 王立誠
- 鲍橒（1981年生，北京人)：世界盲眼圍棋第一人。非閉目圍棋棋力為業餘六段。小時候用照相記憶能力記住沿途各種車牌。
- 謝爾蓋·卡爾亞金
- 馬格努斯·卡爾森
- 波爾加·朱迪
- 加里·基莫維奇·卡斯帕羅夫
- 鮑比·菲舍爾
- 仲邑堇

### 藝術
- 玛丽亚·安娜·莫扎特
- 沃尔夫冈·阿玛多伊斯·莫扎特
- 威廉·克罗奇
- 温琴佐·贝利尼
- 弗雷德里克·蕭邦
- 李斯特·费伦茨
- 夏尔-瓦朗坦·阿尔康
- 聖桑
- 莉莉·布朗热
- 克劳迪奥·阿劳
- 以撒·阿爾班尼士
- 胡安·克里索斯托莫·阿里亞加
- 畢卡索
- 喬治·班森
- 史蒂维·旺德
- 周善祥

### 宗教
- 鳩摩羅什：據佛書載：｢方九齡頌完理解龜茲藏經，十歲至罽賓國，兩年小乗大成，破外道言論；十三歲至疏勒從須利耶蘇摩習大乗，三年大成。二十足戒，是為傳播法華經而生。｣
- 玄奘：｢十四歲便習完所有佛典，參於經考，中，受足戒｣
- 釋迦牟尼：佛教的創立者。據《釋迦譜》記載：釋迦牟尼年幼時已諸藝皆通，文武能力均超越其師。
- 耶穌：據新約·馬可福音紀載，耶穌在八歲時就入會堂及聖堂詢問求知，後逐漸成為伊斯蘭教與基督教中的先知。
- 孔子：原名孔丘，字仲尼。為其父老年所生，三歲時被其母發現無人教導即自行習得祭祀之禮。日後成為知名教育家，儒家(儒教)的祖師。

### 其他
- 項橐：項橐七歲而為孔子師。
- 杜安
- 鄭玄
- 唐珍
- 孔融：孔融讓梨
- 曹冲：曹沖稱象。
- 管輅：命理占卜
- 周不疑
- 潘岳
- 李白
- 严嵩
- 甘羅：甘羅十二歲時為秦國取數城，秦始皇拜其為上卿。
- 楊炯
- 汪洙
- 楊士奇：據《明史》載：五歲未滿即能背誦《大學》，六歲隨母改嫁進羅家，不隨羅家人祭祀，而在屋後捏土，造生父塑像祭拜，繼父羅性感動，遂使士奇不必祭祀羅家宗祠，可用原姓。後明太祖洪武年間中進士，是明仁宗朱高熾與明宣宗朱瞻基的心腹之一，是「三楊」之一。
- 曾熙
- 赵藩
- 王勃：《舊唐書》載：「六歲解屬文，構思無滯，詞情英邁」。
- 王冕，幼放牛，八歲始入學，以畫梅花最為著名，被視為神童。
- 解縉：據史載縉三歲能識字、五歲能寫文；九歲能對聯。以十九歲之齡中進士。受明太祖、明成祖重用，然因耿直且善於戲謔之論言，為大多數朝臣不喜。後被疑為太子(朱高熾)黨，囚於錦衣衛獄中。因錦衣衛指揮使紀綱為二皇子黨，被灌醉後埋於雪中凍死。
- 朱载堉
- 徐樹錚
- 李文炤
- 白居易
- 汪克寬
- 夏完淳：錢默在夏完淳六歲時，寫〈神童賦〉。
- 元好问
- 八思巴
- 祝允明
- 阮兆輝
- 骆宾王
- 魏圣美
- 莫宣卿，廣東第一位狀元，唐代官吏。
- 張居正，湖北人，明代政治家、改革家，集軍政大權於一身。
- 紀曉嵐
- 伊地知正治（日语：伊地知正治），日本幕末維新人物。
- 卡尔·本茨
- 斯蒂夫·沃兹尼亚克
- 罗尼·奥沙利文
- 朱利安·斯克里亚宾
- 泰格·伍兹
- 考底利耶·潘迪（英语：Kautilya Pandit）（2007年生，印度人)：能精確地記住213個國家的基本資料。[5]

## 延伸阅读
[在维基数据编辑]
 《欽定古今圖書集成·經濟彙編·選舉典·神童部》，出自陈梦雷《古今圖書集成》